# Primera División de Chile 1995
El Campeonato Nacional de Fútbol de la Primera División de 1995 fue el torneo disputado de la primera categoría del fútbol profesional chileno en el año 1995.
En el torneo participaron 16 equipos, que jugaron en dos rondas en un sistema de todos-contra-todos. por primera vez en Chile, las victorias comenzaron a sumar tres puntos.
Fue transmitido por televisión por Televisión Nacional y Cablexpress, siendo esta la primera empresa de televisión pagada en obtener por licitación los derechos de transmisión del fútbol chileno.

## Desarrollo
A diferencia del año anterior, no fue un campeonato intenso ni disputado de principio a fin. Sin embargo, la disputa fue en la tabla de posiciones, donde cinco equipos fueron líderes: O'Higgins, Universidad de Chile, Colo Colo, Universidad Católica y nuevamente la Universidad de Chile, que se vio beneficiado por una racha negativa que afectó a Colo Colo en la segunda rueda, cayendo ante Deportes Concepción, la propia Universidad de Chile, Deportes Temuco, Provincial Osorno y Palestino. No obstante lo anterior, se produjeron notables goleadas, como el 7-1 que Cobreloa le propinó a Huachipato o el 10-0 que Colo Colo le endosó a Regional Atacama.
Colo-Colo continuó con la crisis que tenía desde el año anterior, pese a que estrenó al paraguayo Gustavo Benítez, como su nuevo entrenador. Si bien empezó muy bien el torneo e incluso llegó al final de la primera rueda como líder junto a Universidad Católica y sobre todo, por su histórica goleada como local por 10-0 sobre Regional Atacama, pero a partir de su derrota 2-0 frente a la Universidad de Chile, comenzó a caer en un tobogán, perdiendo 2-0 como local ante Temuco y 2-1 ante Osorno como visitante. Finalmente, perdió 2-1 con Palestino, despidiéndose de cualquier opción de disputar el título. Eso si, Colo-Colo le dio mucho trabajo a Universidad Católica, en la definición de la liguilla, pese a caer por 2-1, tras arrancar ganando ese partido.
La gran decepción corrió por cuenta de Deportes La Serena y Everton, quienes cumplieron una horrible campaña y a la postre terminarían descendiendo a la Primera B. En Everton incluso circularon denuncias de tráfico de influencias, ya que se comentaba que el entonces presidente, Rolando Santelices, no quería contratar refuerzos, para no dificultar la carrera de sus hijos Rolando y Alex, quienes estaban en el plantel ruletero. Al final, Santelices terminó renunciando a su cargo y terminó siendo el principal culpable, del descenso de los viñamarinos. Por su parte, el cuadro granate descendió en la última fecha, pese a que lo daban por condenado varias fechas antes, manteniéndose a flote gracias a José Sulantay, terminando en el 15.º por diferencias de goles.
El equipo revelación de la temporada sería el Deportes Temuco, que de la mano de Eduardo Cortázar y con su táctica con 3 delanteros, con un altísimo nivel de Franz Arancibia y Gustavo Poirrier, alcanzó el cuarto lugar de la tabla, lo que le valió un cupo en la Liguilla de Copa Libertadores. Nadie sabía que a partir del año siguiente, caería en una grave crisis de la que aún no logra salir, al punto que tuvo que declararse en quiebra.
Osorno, por su parte, se reforzó en el arco con la llegada de Daniel Morón. El equipo tuvo una espectacular remontada de la pésima posición en la que estaba, venciendo como local a Cobreloa, Colo Colo y Universidad Católica, siendo la base de la escuadra, que al año siguiente logró un inédito sexto lugar. 
El campeón del torneo fue Universidad de Chile, que logró su novena estrella y su segundo bicampeonato. En la última fecha, llegó con un punto de ventaja sobre la Universidad Católica, pero la victoria de esta sobre Unión Española (1-0), obligaba a la U a ganarle a Temuco en el Nacional, algo que consiguió tras derrotarla 2-0. La UC, sin embargo, cumplió un torneo notable, sobreponiéndose también al suicidio de Raimundo Tupper, quien se lanzó del piso de un hotel, durante una gira de su equipo por Costa Rica y Guatemala. 

## Ascensos y descensos
| Pos | Ascendidos de la Segunda División de Chile 1994 |
| --- | ----------------------------------------------- |
| 1°  | Deportes Concepción                             |
| 2°  | Huachipato                                      |

| Pos | Descendidos en la temporada 1994 |
| --- | -------------------------------- |
| 15º | Cobresal                         |
| 16º | Rangers                          |

## Equipos por región
| Región               | N.º | Equipos                                                                           |
| -------------------- | --- | --------------------------------------------------------------------------------- |
| Región Metropolitana | 5   | Colo-Colo, Palestino, Unión Española, Universidad Católica y Universidad de Chile |
| Antofagasta          | 2   | Cobreloa y Deportes Antofagasta                                                   |
| Coquimbo             | 2   | Coquimbo Unido y Deportes La Serena                                               |
| Biobío               | 2   | Deportes Concepción y Huachipato                                                  |
| Atacama              | 1   | Regional Atacama                                                                  |
| Valparaíso           | 1   | Everton                                                                           |
| O'Higgins            | 1   | O'Higgins                                                                         |
| Araucanía            | 1   | Deportes Temuco                                                                   |
| Los Lagos            | 1   | Provincial Osorno                                                                 |

|
| Universidad de Chile Colo-Colo Universidad Católica Unión Española Palestino |

|}

## Tabla final
| Pos | Equipo               | PJ | PG | PE | PP | GF | GC | Dif | Pts |
| --- | -------------------- | -- | -- | -- | -- | -- | -- | --- | --- |
| 1   | Universidad de Chile | 30 | 18 | 8  | 4  | 64 | 30 | 34  | 62  |
| 2   | Universidad Católica | 30 | 17 | 9  | 4  | 50 | 22 | 28  | 60  |
| 3   | Colo-Colo            | 30 | 15 | 7  | 8  | 61 | 35 | 26  | 52  |
| 4   | Deportes Temuco      | 30 | 12 | 9  | 9  | 49 | 34 | 15  | 45  |
| 5   | Cobreloa             | 30 | 11 | 11 | 8  | 49 | 40 | 9   | 44  |
| 6   | O'Higgins            | 30 | 10 | 12 | 8  | 52 | 41 | 11  | 42  |
| 7   | Coquimbo Unido       | 30 | 11 | 9  | 10 | 47 | 40 | 7   | 42  |
| 8   | Deportes Antofagasta | 30 | 12 | 6  | 12 | 44 | 49 | -5  | 42  |
| 9   | Unión Española       | 30 | 11 | 7  | 12 | 45 | 47 | -2  | 40  |
| 10  | Palestino            | 30 | 11 | 5  | 14 | 45 | 49 | -4  | 38  |
| 11  | Provincial Osorno    | 30 | 9  | 11 | 10 | 34 | 49 | -15 | 38  |
| 12  | Deportes Concepción  | 30 | 8  | 10 | 12 | 38 | 44 | -6  | 34  |
| 13  | Regional Atacama     | 30 | 7  | 9  | 14 | 35 | 65 | -30 | 30  |
| 14  | Huachipato           | 30 | 6  | 11 | 13 | 40 | 55 | -15 | 29  |
| 15  | Deportes La Serena   | 30 | 7  | 8  | 15 | 35 | 60 | -25 | 29  |
| 16  | Everton              | 30 | 7  | 4  | 19 | 30 | 58 | -28 | 25  |

PJ=Partidos jugados; PG=Partidos ganados; PE=Partidos empatados; PP=Partidos perdidos; GF=Goles a favor; GC=Goles en contra; Dif=Diferencia de gol; Pts=Puntos
|  | Campeón. Clasifica a la Copa Libertadores 1996 |
|  | Clasifica a la Liguilla Pre-Libertadores       |
|  | Juega la Liguilla de Promoción                 |
|  | Desciende a Segunda División                   |

## Campeón
| Universidad de Chile           |
| Universidad de Chile 9º Título |

## Liguilla Pre-Libertadores
| Pos | Equipo               | PJ | PG | PE | PP | GF | GC | Dif | Pts |
| --- | -------------------- | -- | -- | -- | -- | -- | -- | --- | --- |
| 1   | Universidad Católica | 3  | 3  | 0  | 0  | 5  | 2  | 3   | 9   |
| 2   | Colo-Colo            | 3  | 1  | 1  | 1  | 4  | 2  | 2   | 4   |
| 3   | Deportes Temuco      | 3  | 1  | 1  | 1  | 3  | 3  | 0   | 4   |
| 4   | Cobreloa             | 3  | 0  | 0  | 3  | 3  | 8  | -5  | 0   |

PJ=Partidos jugados; PG=Partidos ganados; PE=Partidos empatados; PP=Partidos perdidos; GF=Goles a favor; GC=Goles en contra; Dif=Diferencia de gol; Pts=Puntos
|  | Clasifica a la Copa Libertadores 1996 |

## Liguilla de Promoción
Clasificaron a la liguilla de promoción los equipos que se ubicaron en 3° y 4° lugar de la Segunda División (Cobresal y Unión San Felipe), con los equipos que se ubicaron en 14° y 13° lugar de la Primera División (Regional Atacama y Huachipato). Se agrupó a los equipos en dos llaves, el 3° de la B con el 14° de Primera y el 4° de la B con el 13° de Primera. El que ganase las llaves jugaría en Primera en 1996. 

### Primera llave
| 9 de diciembre de 1995 | Cobresal  | 1:0 (0:0) | Huachipato | El Cobre, El Salvador                                 |                                                       |
|                        | Neira 73' |           |            | Asistencia: 4.629 espectadores Árbitro(s): Jaime Toro | Asistencia: 4.629 espectadores Árbitro(s): Jaime Toro |

| 16 de diciembre de 1995 | Huachipato                            | 3:1 (3:1) | Cobresal    | Las Higueras, Talcahuano                                 |                                                          |
|                         | Castillo 6' · Torres 9' · Fuentes 40' |           | 3' Troncoso | Asistencia: 8.109 espectadores Árbitro(s): Iván Guerrero | Asistencia: 8.109 espectadores Árbitro(s): Iván Guerrero |

Ambos equipos mantienen su categoría para el próximo año.

### Segunda llave
| 9 de diciembre de 1995 | Unión San Felipe        | 2:2 (1:1) | Regional Atacama | Municipal, San Felipe                                  |                                                        |
|                        | Martel 33' · Alonso 73' |           | 41', 61' Malbrán | Asistencia: 4.978 espectadores Árbitro(s): Luis Osorio | Asistencia: 4.978 espectadores Árbitro(s): Luis Osorio |

| 16 de diciembre de 1995 | Regional Atacama | 1:1 (1:1) | Unión San Felipe | Luis Valenzuela Hermosilla, Copiapó                            |                                                                |
|                         | Correa 30'       |           | 6' Castro        | Asistencia: 4.537 espectadores Árbitro(s): Salvador Imperatore | Asistencia: 4.537 espectadores Árbitro(s): Salvador Imperatore |

Pese a que terminaron empatados a 3 goles en el marcador global, Regional Atacama mantiene automáticamente la categoría, por gol de visita. En consecuencia, Ambos equipos mantienen su categoría para el próximo año.

## Goleadores
| Jugador                | Equipo               | Goles |
| ---------------------- | -------------------- | ----- |
| Gabriel Caballero      | Deportes Antofagasta | 18    |
| Aníbal González        | Palestino            | 18    |
| Marcelo Salas          | Universidad de Chile | 17    |
| Hugo Brizuela          | O'Higgins            | 15    |
| Carlos Gustavo de Luca | Deportes Temuco      | 14    |
| Daniel Fascioli        | Deportes Antofagasta | 11    |
| Alejandro Glaría       | Cobreloa             | 11    |
| Marcelo Espina         | Colo-Colo            | 11    |
| Marcelo Caro           | Coquimbo Unido       | 11    |
| Malcom Moyano          | Huachipato           | 11    |
| Eugenio Julio          | Deportes La Serena   | 11    |
| Pablo Galdames         | Unión Española       | 11    |
| Marcelo Corrales       | Deportes Temuco      | 11    |
| Alberto Acosta         | Universidad Católica | 10    |
| Patricio Mardones      | Universidad de Chile | 10    |

### Hat-Tricks & Pókers
Aquí se encuentra la lista de hat-tricks y póker de goles (en general, tres o más goles marcados por un jugador en un mismo encuentro) conseguidos en la temporada.
| Fecha                    | Jugador                | Goles | Partido                                |
| ------------------------ | ---------------------- | ----- | -------------------------------------- |
| 2 de abril de 1995       | Jorge Cerino           | 3     | Coquimbo Unido vs. Unión Española      |
| 2 de abril de 1995       | Alejandro Glaría       | 3     | Cobreloa vs Huachipato                 |
| 8 de abril de 1995       | Carlos María Morales   | 3     | Unión Española vs Cobreloa             |
| 16 de abril de 1995      | Alejandro Glaría       | 3     | Cobreloa vs Deportes La Serena         |
| 3 de junio de 1995       | Marcelo Salas          | 3     | Everton vs Universidad de Chile        |
| 10 de junio de 1995      | Rubén Martínez         | 3     | Unión Española vs Deportes Antofagasta |
| 24 de junio de 1995      | Hugo Brizuela          | 3     | O'Higgins vs Huachipato                |
| 27 de agosto de 1995     | Marcelo Espina         | 3     | Colo-Colo vs Regional Atacama          |
| 3 de septiembre de 1995  | Marcelo Salas          | 3     | Universidad de Chile vs Huachipato     |
| 24 de septiembre de 1995 | Aníbal González        | 3     | Palestino vs Regional Atacama          |
| 21 de octubre de 1995    | Marcelo Álvarez        | 4     | Cobreloa vs Regional Atacama           |
| 5 de noviembre de 1995   | Carlos Gustavo de Luca | 3     | Deportes Temuco vs Regional Atacama    |

## Entrenadores
| Listado de Entrenadores | Listado de Entrenadores | Listado de Entrenadores | Listado de Entrenadores |
| Equipo                  | Entrenador              | Jornadas                |                         |
| ----------------------- | ----------------------- | ----------------------- | ----------------------- |
| Deportes Antofagasta    | Andrija Perčić          | 1.º - 11.º              |                         |
| Deportes Antofagasta    | Mario Páez              | 12.º en adelante.       |                         |
| Cobreloa                | Jorge Garcés            | 1.º - 28.º              |                         |
| Cobreloa                | Miguel Hermosilla       | 29.º en adelante.       |                         |
| Everton                 | Domingo Sorace          | 1.º - 10.º              |                         |
| Everton                 | Julio Núñez             | 11.º                    |                         |
| Everton                 | Eduardo de la Barra     | 12.º en adelante        |                         |
| Huachipato              | Rolando García          | 1.º - 10°               |                         |
| Huachipato              | Yuri Fernández          | 11.º - 12°              |                         |
| Huachipato              | Andrija Perčić          | 13.º en adelante        |                         |
| Deportes La Serena      | Guillermo Yávar         | 1.º - 9.º               |                         |
| Deportes La Serena      | Iván Castillo           | 10.º - 11.º             |                         |
| Deportes La Serena      | José Sulantay           | 12.º en adelante        |                         |
| Palestino               | Elías Figueroa          | 1.º - 17.º              |                         |
| Palestino               | Germán Cornejo          | 18.º en adelante        |                         |

## Estadísticas
- El equipo con mayor cantidad de partidos ganados: Universidad de Chile 18 triunfos.
- El equipo con menor cantidad de partidos perdidos: Universidad Católica y Universidad de Chile 4 derrotas.
- El equipo con menor cantidad de partidos ganados: Huachipato 6 triunfos.
- El equipo con mayor cantidad de partidos perdidos: Everton 19 derrotas.
- El equipo con mayor cantidad de empates: O'Higgins 12 empates.
- El equipo con menor cantidad de empates: Everton 4 empates.
- El equipo más goleador del torneo: Universidad de Chile 64 goles a favor.
- El equipo más goleado del torneo: Regional Atacama 65 goles en contra.
- El equipo menos goleado del torneo: Universidad Católica 22 goles en contra.
- El equipo menos goleador del torneo: Everton 30 goles a favor.
- Mejor diferencia de gol del torneo: Universidad de Chile convirtió 34 goles más de los que recibió.
- Peor diferencia de gol del torneo: Regional Atacama recibió 30 goles más de los que convirtió.
- Mayor goleada del torneo: Colo-Colo 10-0 Regional Atacama.